# Espace Kania
Pour les articles homonymes, voir Espace.
Espace Kania ou Radio Espace Kindia est une station de radio généraliste privée basée en Guinée à Damakania dans la préfecture de Kindia.
Elle fait partir du groupe Hadafo Médias de Lamine Guirassy.

## Historique

### Historique des directeurs
- Moussa Campos Soumah [2]

## Fermeture
Le 23 mai 2024, la fréquence d'exploitation de la radio 99,7 MHz a été retirée par l'ARPT, une suite logique du retrait de la licence de la radio mère Espace FM le 22 mai.